# Thibaudia croatii
Thibaudia croatii är en ljungväxtart som beskrevs av J.L. Luteyn. Thibaudia croatii ingår i släktet Thibaudia och familjen ljungväxter. Inga underarter finns listade i Catalogue of Life.